# Traducción del inglés al francés

## Antes de leer
El traductor debe conocer bien no sólo la lengua de partida (en este caso, el inglés), sino también, y sobre todo, la lengua meta (en este caso, el francés). Es absolutamente necesario leer mucho en francés. Traducir es imitar estilos y, por tanto, conocerlos (estilos técnico, periodístico, administrativo, literario, etc.).
El traductor debe poseer no sólo un buen conocimiento de las dos lenguas, sino también conocer y comprender los rasgos esenciales de las sociedades de lengua inglesa. Desafortunadamente, es casi imposible conocer a fondo todos los países anglófonos...
El traductor no es un autor propiamente dicho, y su capacidad creativa no debe intervenir en la del autor original. La traducción perfecta no existe; hay una expresión italiana que lo expresa perfectamente: traduttore - traditore (=> «traductor - traidor»).
No hay que dudar en utilizar un diccionario monolingüe francés, así como los correctores ortográficos de tratamiento de textos que son incombatibles en ortografía pura. Los correctores gramaticales informáticos son a veces muy útiles, pero en numerosos casos son poco fiables.
Los diccionarios son un buen invento que hay que aprender a utilizar.
- Los principales diccionarios bilingües son: Robert & Collins, Hachette-Oxford, Larousse, Harrap's (suelen existir en diversos formatos).
- Los diccionarios bilingües dirigidos a los traductores, tales como Guide anglais-français de la traduction, de René Meertens, o Les mots pour le traduire, de Luc Labelle.
- Los principales diccionarios monolingües en inglés son: Oxford, Collins, Cobuild, Merriam-Webster, etc.
- Algunos diccionarios en línea: 
  - el gran diccionario terminológico / grand dictionnaire terminologique (bilingüe inglés/francés propuesto por la Oficina de Quebec de la lengua francesa / Office québécois de la langue française);
  - France Terme, base de datos terminológica francesa (términos publicados en el Diario oficial de la República Francesa / [Journal officiel de la République française]).

Cada uno tiene sus ventajas e inconvenientes; cada uno utiliza su propia maquetación, sus propios símbolos, etc. Hay que acostumbrarse a un diccionario (o a varios) para su buen aprovechamiento.
Los diccionarios analíticos en francés (por ejemplo, los de sinónimos, ideológicos, etc.) se utilizan a veces al quedarse atascado con una palabra, una expresión. Sus equivalentes informáticos (diccionarios de sinónimos presentes en todos los tratamientos de texto) son simples, pero útiles. Tanto una obra de referencia como Le bon usage (el buen uso) (Grevisse et Goosse), también conocido simplemente como EL Grevisse (éd. DeBoeck-Duculot), otros diccionarios, como el de dificultades del francés / « des difficultés du français » o Pièges et difficultés de la langue française /trampas y dificultades de la lengua francesa, Jean Girodet, éd. Bordas référence) así como las guías de conjugación, pueden, a veces, paliar nuestras carencias.

Los diccionarios técnicos (muy caros) también deben consultarse, por supuesto, para los textos específicos. Es imposible que un traductor conozca todo el vocabuladio de todos los dominios.
Los traductores automáticos («asistidos por el ordenador»), en el estado actual de conocimientos, son generalmente más graciosos que eficaces. Sin embargo, ciertos programas permiten disminuir el trabajo en determinadas traducciones técnicas, con la condición de que se esté dispuesto a invertir mucho tiempo en su aprendizaje y personalización.
Haga una prueba: por ejemplo, vaya a http://world.altavista.com Archivado el 8 de marzo de 2006 en Wayback Machine. o a http://arquivo.pt/wayback/20080218151543/http://translate.google.com/translate_t e introduzca la dirección del periódico alemán Die Zeit (https://web.archive.org/web/20021120161244/http://www.diezeit.de/) en la casilla apropiada (Website). Elija las lenguas (German => French) y a continuación haga clic en 'Translate'. Se hará una vaga idea de lo que dicen los artículos si no sabe nada de alemán. Para probar con el italiano, http://www.lastampa.it (lenguas italiano => inglés)

## Las técnicas
Las técnicas que se citan a continuación no deben aprenderse de memoria; se trata únicamente de una clasificación de los principales métodos que permiten resolver problemas de traducción. Algunos se imponen naturalmente, a menudo porque la traducción palabra por palabra es imposible; otros requieren un mayor entrenamiento y destrezas.
El calco no es en realidad una técnica, ya que se trata de una traducción literal. Algunos estudiantes prefieren a veces dejarla de lado para crear textos más complicados que el original.
El préstamo léxico consiste en utilizar en francés el término inglés (por ejemplo, la City, le British Museum)
La transposición consiste en cambiar la categoría gramatical de una palabra o grupo de palabras.
- VERBO=> SUSTANTIVO

what economists do => la conduite des économistes
(el comportamiento de los economistas)
- SUSTANTIVO => VERBO

the assumption is that => on suppose que (se supone que)
- VERBO => PREPOSICIÓN

the British Premier thinks that => selon le Premier ministre britannique (según el primer ministro británico)
- PARTICIPIO PASADO => SUSTANTIVO

improved tax collection => l'amélioration du recouvrement de l'impôt (la mejora de la recaudación de impuestos)
- ADJETIVO => SUSTANTIVO

the speculative property boom => la flambée de spéculation immobilière (el auge de la especulación inmobiliaria)
- ADJETIVO => ADVERBIO

have generated sufficient interest => ont suscité suffisamment d'intérêt (han generado suficiente interés)
- PREPOSICIÓN => PARTICIPIO PASADO

patients over the age of 40 => les malades ayant dépassé l'âge de 40 ans (los enfermos mayores de 40 años)
- VERBO => LOCUCIÓN ADVERBIAL

he strode into the house => il entra à grands pas dans la maison (entró a la casa a grandes zancadas)
- ADVERBIO => VERBO

He nearly got arrested => Il a failli se faire arrêter (casi lo detuvieron)
El 'étoffement consiste en añadir términos sobreentendidos. puede tratarse de un verbo o de determinados términos de relación, más frecuentes en francés que en inglés:
- according to a report in European Policy Analyst => selon un rapport publié dans le European Policy Analyst (según un informe publicado en la European Policy Analyst)
- the big overseas economies => les grandes puissances économiques étrangères (las grandes potencias económicas extranjeras).

La 'explicitación consiste en precisar algo implícito:
- workers stay in jobs they hate for fear that a preexisting medical condition will make them ineligible for coverage elsewhere. => les employés gardent un emploi qu'ils détestent de peur que leur passé médical les empêche d'être couvert dans une autre entreprise (los empleados conservan trabajos que odian por miedo a que su historial médico les impida lograr un seguro en otra empresa.

El 'aligeramiento consiste, por el contrario, a quitar algún término inútil:
- whatever he does next, Neil Kinnock will do it in the best interest of his people => quoi qu'il fasse, Neil Kinnock le fera dans l'intérêt supérieur de ses concitoyens (haga lo que haga, Neil Kinnock buscará el interés común de su pueblo; el futuro implica el «next»).

La colocación consiste en utilizar una serie de términos que en general se emplean juntos en francés para traducir una expresión similar del inglés:
- he knew he would win a reputation => il savait qu'il se ferait un nom.

La coloración, subcategoría de la colocación, consiste en traducir un término inglés que en francés quedaría demasiado simple por otro más habitual o preciso:
- The director said => Le directeur indiqua (decir/indicar)

La adaptación tiene en cuenta las diferencias entre las realidades de cada sociedad para expresar un mismo contenido.
- Blend 1 tsp (=> «teaspoon x» o «teaspoonful») white truffle paste and 15 cc (=> «centímetros cúbicos H ») of brandy => mélanger une cuillerée à café de beurre blanc aux truffes et 15 millilitres d'eau de vie.

La modulación consiste en cambiar el punto de vista para esquivar una dificultad:
- war's wrenching effects on ordinary lives => les effets dévastateurs de la guerre sur le commun des mortels.
- John Major has promised there will be « no hiding place from the challenge of competition » => John Major a assuré que « le défi de la concurrence frappera partout ».
- trade buyers have been as rare as hen's teeth => la clientèle des marchands s'est faite aussi rare que le merle blanc.

La modificación de sintaxis consiste en cambiar el orden de las palabras para hacer más fluida la lectura de la frase:
- By 2003, according to the latest EITO report, 17% of all sales will be transacted over the Internet. => Selon un rapport du EITO, l'Internet verra passer 17% des ventes mondiales d'ici 2003.
- Midland is likely to oppose the bid => il est probable que Midland s'opposera à l'offre.

El acortamiento, que no debe emplearse sistemáticamente, consiste en acortar una frase que en francés quedaría demasiado larga, por ejemplo para precisar el verbo lo antes posible.
La equivalencia consiste normalmente en encontrar la expresión equivalente en francés.
La compensación consiste en omitir una connotación, alusión, nivel de lengua o rasgo de humor en una parte del texto y trasladarla a otra para conservar el tono global del original.

## Comentarios adicionales
- El principal error consiste, en un examen, en leer demasiado deprisa. Esto lleva en la mayoría de los casos a:
  - olvidar elementos del texto
  - partir de un sentido completamente erróneo en una frase (o incluso en todo el texto)

- No hay que abandonar nunca una frase que no se consigue traducir (verificar que no ha quedado ninguna frase olvidada). No proponer nunca una traducción sin sentido.

- Verificar la lógica de los tiempos verbales, así como la ortografía.

- Mayúsculas-minúsculas: en francés, no se utilizan mayúsculas
  - en los nombres de los días de la semana ni en los nombres de los meses,
  - en las palabras de un título, salvo en la primera,
  - en los nombres de las lenguas.